# コウォブジェク
コウォブジェク（波: Kołobrzeg [kɔˈwɔbʐɛk] ( 音声ファイル)）は、ポーランド北西部の西ポモージェ県にある都市。人口は約47,000人。バルト海の南海岸のパルセンタ川沿いにある。
かつてはプロイセン王国の都市で、コルベルク（ドイツ語: Kolberg [ˈkɔlbɛʁk] ( 音声ファイル)）と呼ばれた。1999年からは西ポモージェのコウォブジェスキ郡の州都であるが、1950年から1998年まではコシャリン県の首都であった。面積25.67 km2。

## 地理
この町は、内ポメラニアのバルト海沿岸、バルト海のパルセンタ川の河口にあり、コシャリンの西41 km、シフィノウイシチェの東北東約90 km、シュチェチンから東北約150 kmのところに位置している。
この辺りのバルト海沿岸は、バランス海岸の性格を持っている。この辺りから、127 kmの川筋を経てパルセンタ川が流れ込んでいる。東にはウストロニエ・モルスキエがあり、西と南には農村のコウォブジェクがあるが、都市部には属さない。
市域は約1,800ヘクタールで、典型的な市街地のほか、河川、運河、港湾地域、海岸地域、都市公園、自然公園、休耕地、牧草地などがさまざまな形でモザイク状に広がっており、中には湿地としての特徴を持つ地域（例：ソルンナーバーニョ）もある。

## 気候
| コウォブジェク (1991–2020)の気候    | コウォブジェク (1991–2020)の気候 | コウォブジェク (1991–2020)の気候 | コウォブジェク (1991–2020)の気候 | コウォブジェク (1991–2020)の気候 | コウォブジェク (1991–2020)の気候 | コウォブジェク (1991–2020)の気候 | コウォブジェク (1991–2020)の気候 | コウォブジェク (1991–2020)の気候 | コウォブジェク (1991–2020)の気候 | コウォブジェク (1991–2020)の気候 | コウォブジェク (1991–2020)の気候 | コウォブジェク (1991–2020)の気候 | コウォブジェク (1991–2020)の気候 |
| 月                                  | 1月                              | 2月                              | 3月                              | 4月                              | 5月                              | 6月                              | 7月                              | 8月                              | 9月                              | 10月                             | 11月                             | 12月                             | 年                               |
| ----------------------------------- | -------------------------------- | -------------------------------- | -------------------------------- | -------------------------------- | -------------------------------- | -------------------------------- | -------------------------------- | -------------------------------- | -------------------------------- | -------------------------------- | -------------------------------- | -------------------------------- | -------------------------------- |
| 最高気温記録 °C （°F）              | 13.6 (56.5)                      | 17.8 (64)                        | 23.2 (73.8)                      | 28.9 (84)                        | 31.7 (89.1)                      | 35.9 (96.6)                      | 35.7 (96.3)                      | 38.0 (100.4)                     | 32.3 (90.1)                      | 26.1 (79)                        | 19.5 (67.1)                      | 14.3 (57.7)                      | 38.0 (100.4)                     |
| 平均最高気温 °C （°F）              | 2.9 (37.2)                       | 3.8 (38.8)                       | 6.8 (44.2)                       | 11.7 (53.1)                      | 15.9 (60.6)                      | 19.3 (66.7)                      | 21.7 (71.1)                      | 22.0 (71.6)                      | 18.1 (64.6)                      | 12.9 (55.2)                      | 7.5 (45.5)                       | 4.1 (39.4)                       | 12.23 (54)                       |
| 日平均気温 °C （°F）                | 0.7 (33.3)                       | 1.2 (34.2)                       | 3.4 (38.1)                       | 7.6 (45.7)                       | 11.8 (53.2)                      | 15.6 (60.1)                      | 17.9 (64.2)                      | 17.9 (64.2)                      | 14.1 (57.4)                      | 9.5 (49.1)                       | 5.1 (41.2)                       | 2.0 (35.6)                       | 8.9 (48.03)                      |
| 平均最低気温 °C （°F）              | −1.5 (29.3)                      | −1.1 (30)                        | 0.7 (33.3)                       | 4.2 (39.6)                       | 8.1 (46.6)                       | 11.8 (53.2)                      | 14.2 (57.6)                      | 14.1 (57.4)                      | 10.8 (51.4)                      | 6.7 (44.1)                       | 3.0 (37.4)                       | −0.2 (31.6)                      | 5.9 (42.63)                      |
| 最低気温記録 °C （°F）              | −23.9 (−11)                      | −25.5 (−13.9)                    | −17.7 (0.1)                      | −5.5 (22.1)                      | −2.6 (27.3)                      | 0.0 (32)                         | 4.4 (39.9)                       | 2.4 (36.3)                       | −0.7 (30.7)                      | −5.5 (22.1)                      | −13.1 (8.4)                      | −18.3 (−0.9)                     | −25.5 (−13.9)                    |
| 降水量 mm （inch）                  | 48.2 (1.898)                     | 40.5 (1.594)                     | 42.9 (1.689)                     | 34.0 (1.339)                     | 50.6 (1.992)                     | 70.4 (2.772)                     | 77.0 (3.031)                     | 89.9 (3.539)                     | 73.2 (2.882)                     | 64.9 (2.555)                     | 51.0 (2.008)                     | 55.0 (2.165)                     | 697.6 (27.464)                   |
| 降雪量 cm （inch）                  | 64.7 (25.47)                     | 80.0 (31.5)                      | 32.9 (12.95)                     | 0.2 (0.08)                       | 0 (0)                            | 0 (0)                            | 0 (0)                            | 0 (0)                            | 0 (0)                            | 0.3 (0.12)                       | 6.4 (2.52)                       | 41.8 (16.46)                     | 226.3 (89.1)                     |
| 平均降雨日数                        | 10.6                             | 9.3                              | 8.8                              | 6.9                              | 8.8                              | 9.4                              | 10.2                             | 10.6                             | 9.5                              | 11.0                             | 10.5                             | 12.3                             | 117.9                            |
| 平均降雪日数                        | 9.3                              | 8.6                              | 3.8                              | 0.1                              | 0                                | 0                                | 0                                | 0                                | 0                                | 0.1                              | 1.6                              | 5.7                              | 29.2                             |
| % 湿度                              | 85.1                             | 83.7                             | 81.4                             | 77.0                             | 77.6                             | 77.2                             | 79.3                             | 79.5                             | 81.8                             | 84.3                             | 87.1                             | 86.9                             | 81.74                            |
| 平均月間日照時間                    | 42.7                             | 66.8                             | 127.8                            | 198.9                            | 255.6                            | 253.0                            | 255.1                            | 236.5                            | 163.3                            | 104.9                            | 47.9                             | 30.6                             | 1,783.1                          |
| 出典：Promedios y totales mensuales |                                  |                                  |                                  |                                  |                                  |                                  |                                  |                                  |                                  |                                  |                                  |                                  |                                  |

## 文化・スポーツ
テアトルヌイ公園にある、市の地域文化センター（Regionalne Centrum Kultury w Kołobrzegu）では、さまざまな文化分野のイベントを開催されている。展示会は、カフェやインターネットカフェを併設したセンタービルで開催される。音楽コンサートや小劇場、コメディーの公演は、隣接する屋根付きのステージエリアが使用される。
2003年以降、7月末に電子音楽に対応したレイヴに特化したサンライズフェスティバルが開催され、遊歩道やビーチに直接面したアンフィテアトルで行われた。会場のスペースが限られていたため、2018年から中心部から西にあるポドツェレ（旧コールベルグ・シュタットヴァルト）の廃空港でフェスティバルは開催されている。
市内には2つの大きなスポーツホールがあり、Milenium Sporthallenという名称でグループ化されている。バスケットボールとバレーボールのスポーツのためのRitterhalleは市内の中心部にあり、MILENIUM Sports and Event Arenaは1,306席、解説席、技術・衛生設備を備え、国内外の見本市、展示、コンサート、文化イベント、さらに祝典やパフォーマンスも可能である。
この町には、プロバスケットボールチーム「コトヴィツァ・コウォブレツェグ」の本拠地があり、同チームは2005年からポーランド最高峰のリーグでプレーしている。
毎年6月、ポーランドのエネルギー会社エネア社が主催するトライアスロン（またはデュアスロン）が開催され、「エネア・トリツアー」として販売されている。スタートとゴールは市内の灯台で、2015年は約400人が参加した。
この港町は、パルセンタ川でのカヌーツアーの終点であり、バルト海での沿岸のパドリングでも立ち寄ることができる場所でもある。
1921年から1945年まで、コルベルクにはスポーツクラブ「ヴィクトリア・コルベルク」が存在した。
1926年から1929年にかけて、当時ドイツで最も重要なバイクレースの一つであった「コルベルグ・スパレース」が、コルベルグ周辺で4回開催された。

## 画像

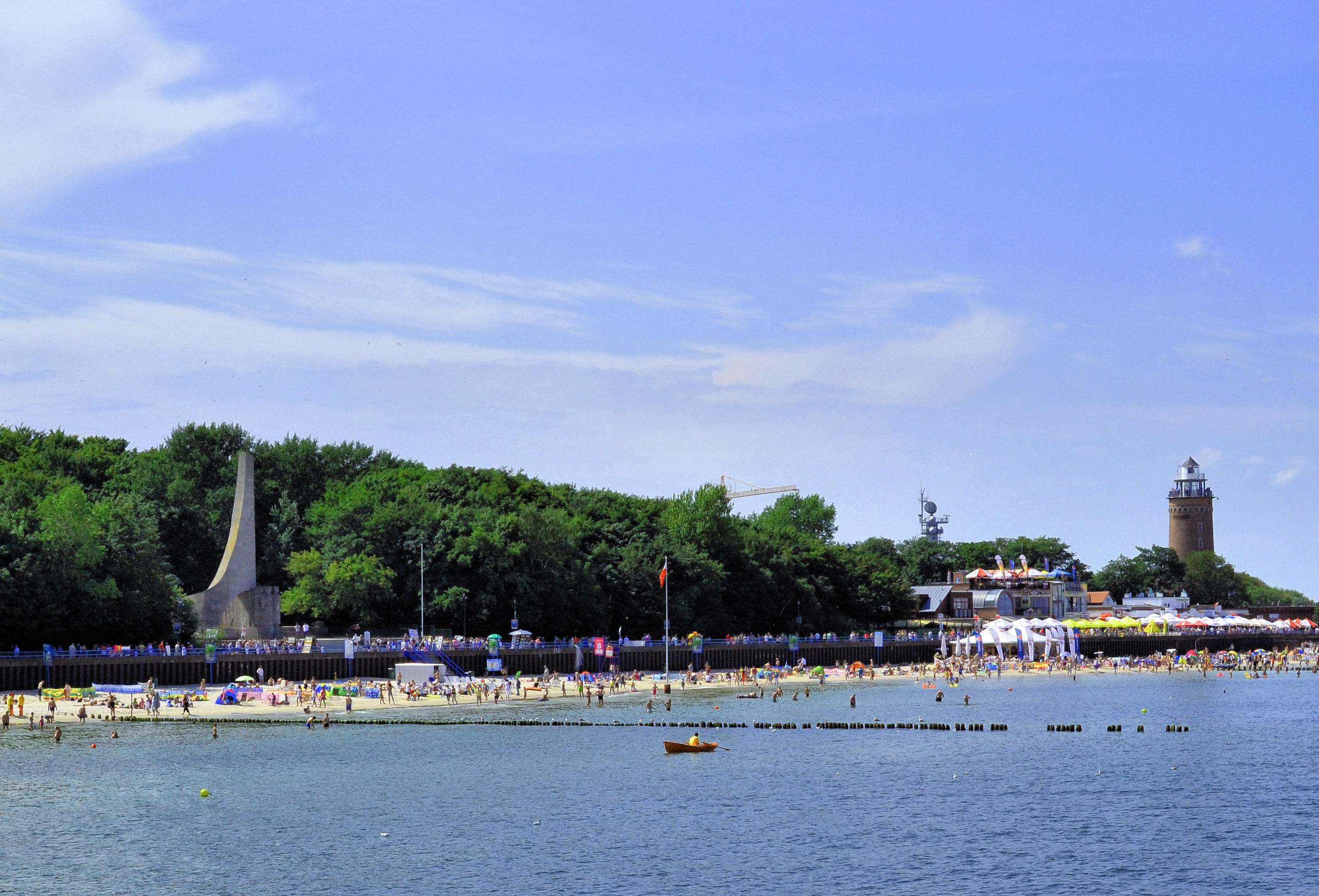
コウォブジェク
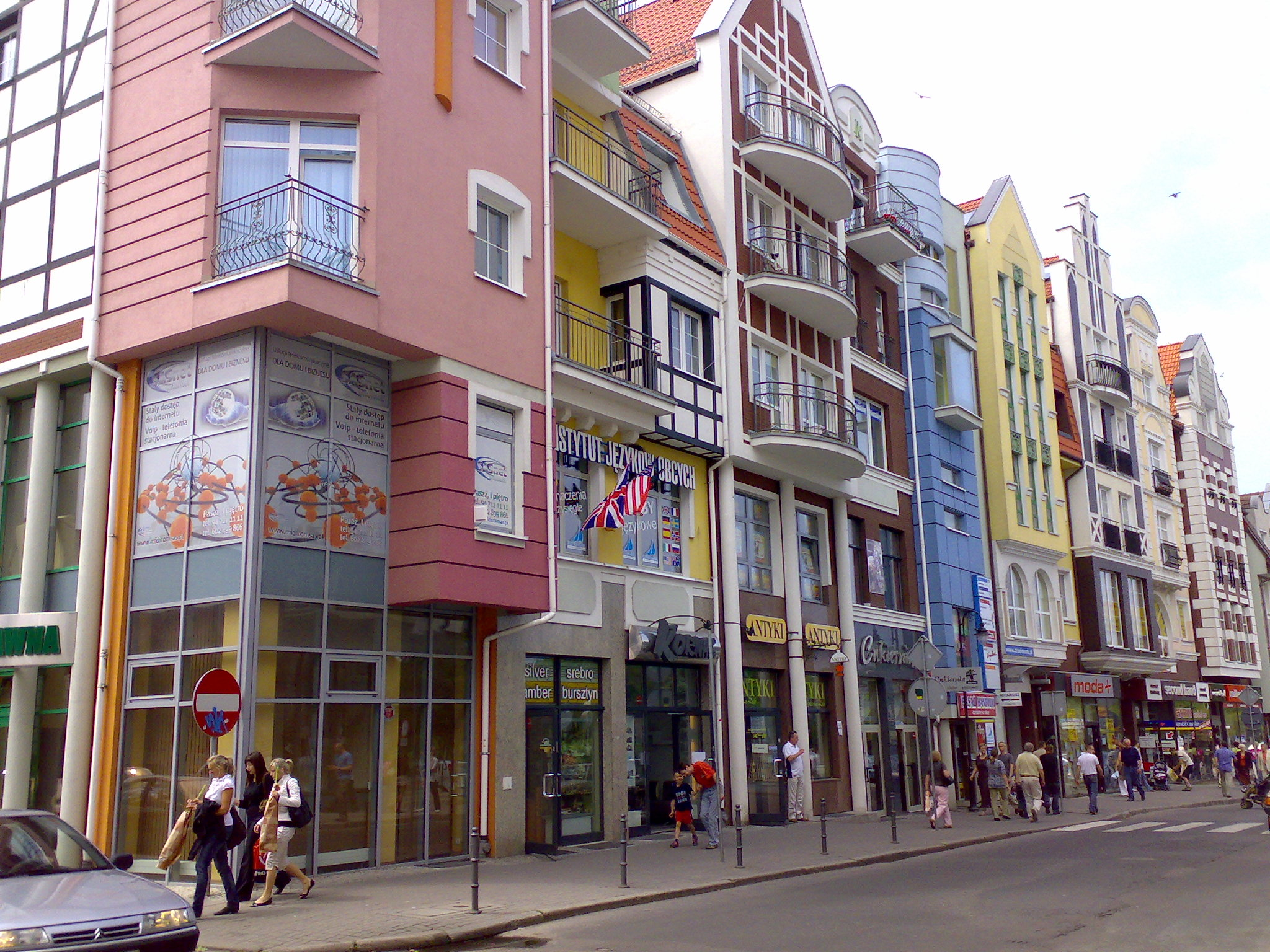
コウォブジェク市街
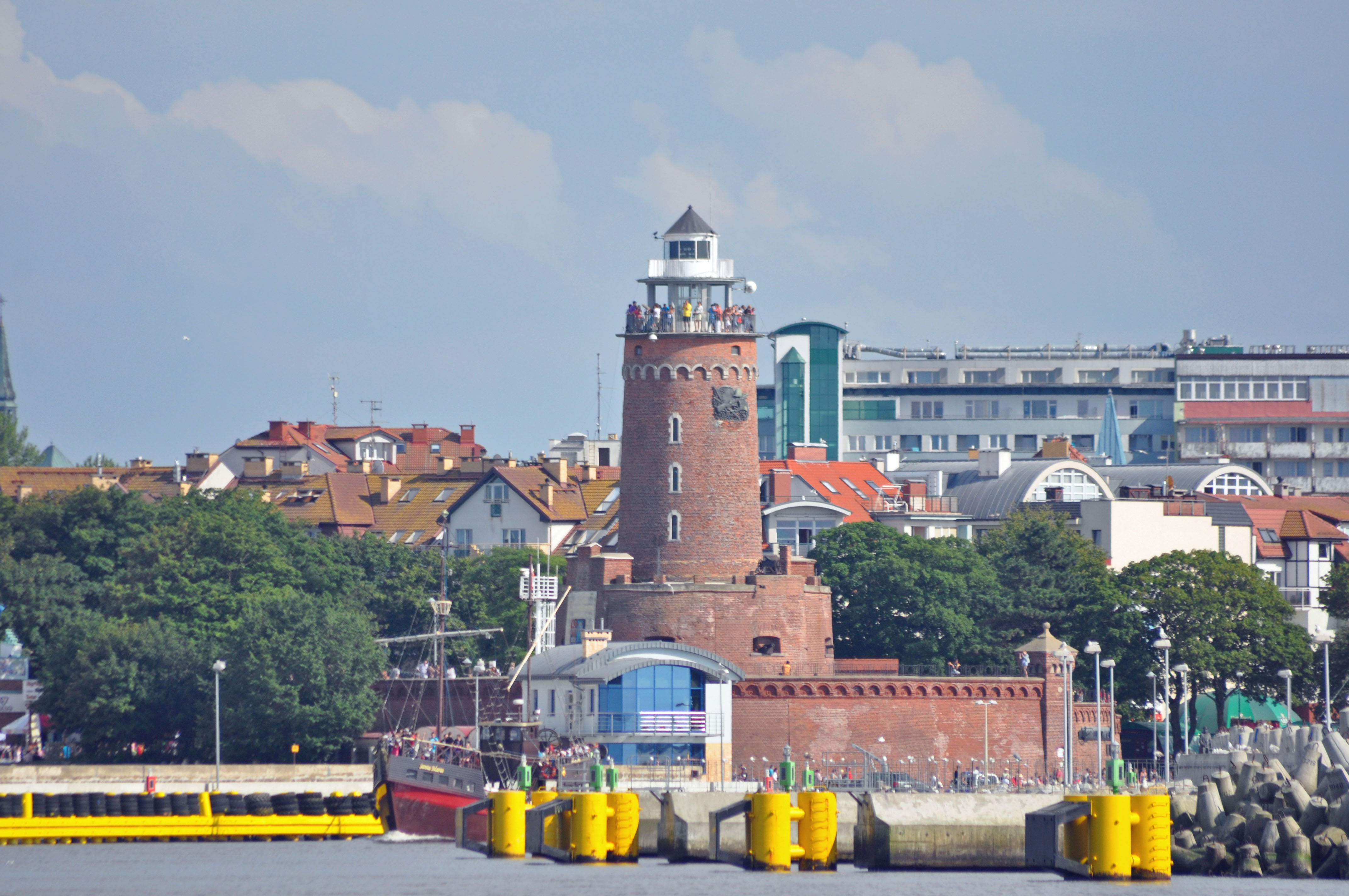
灯台
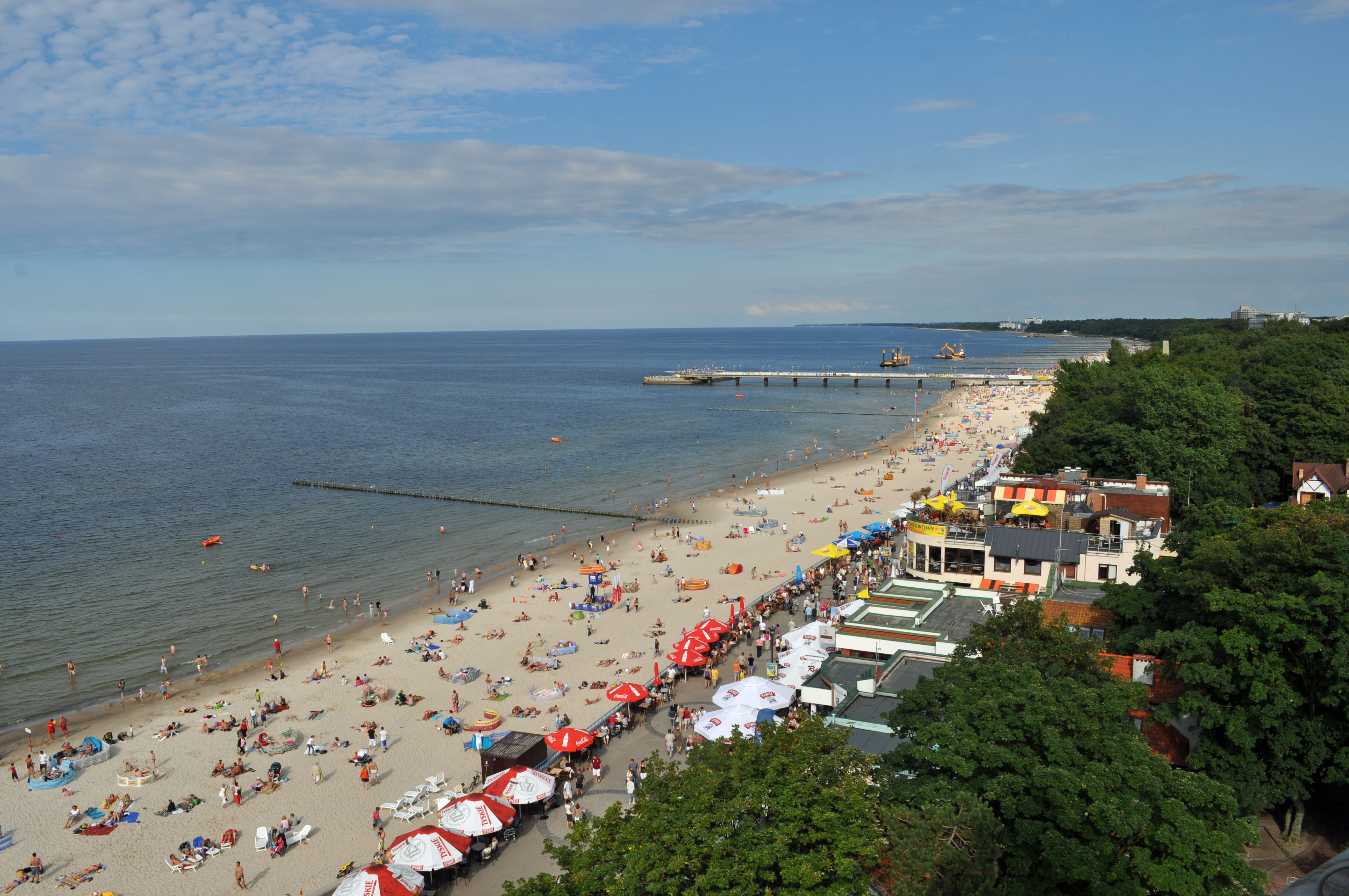
バルト海と砂浜
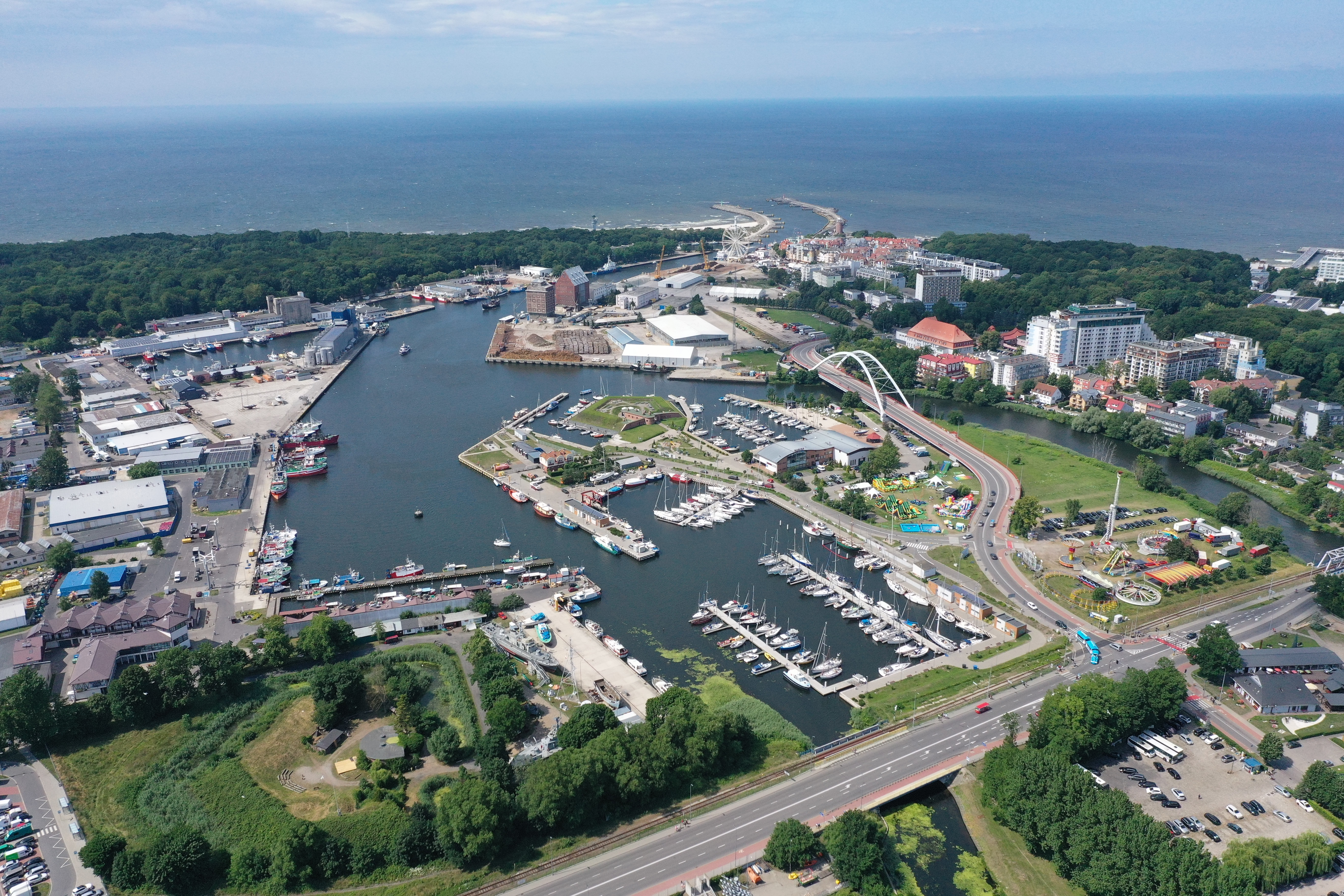
2011年のコウォブジェク
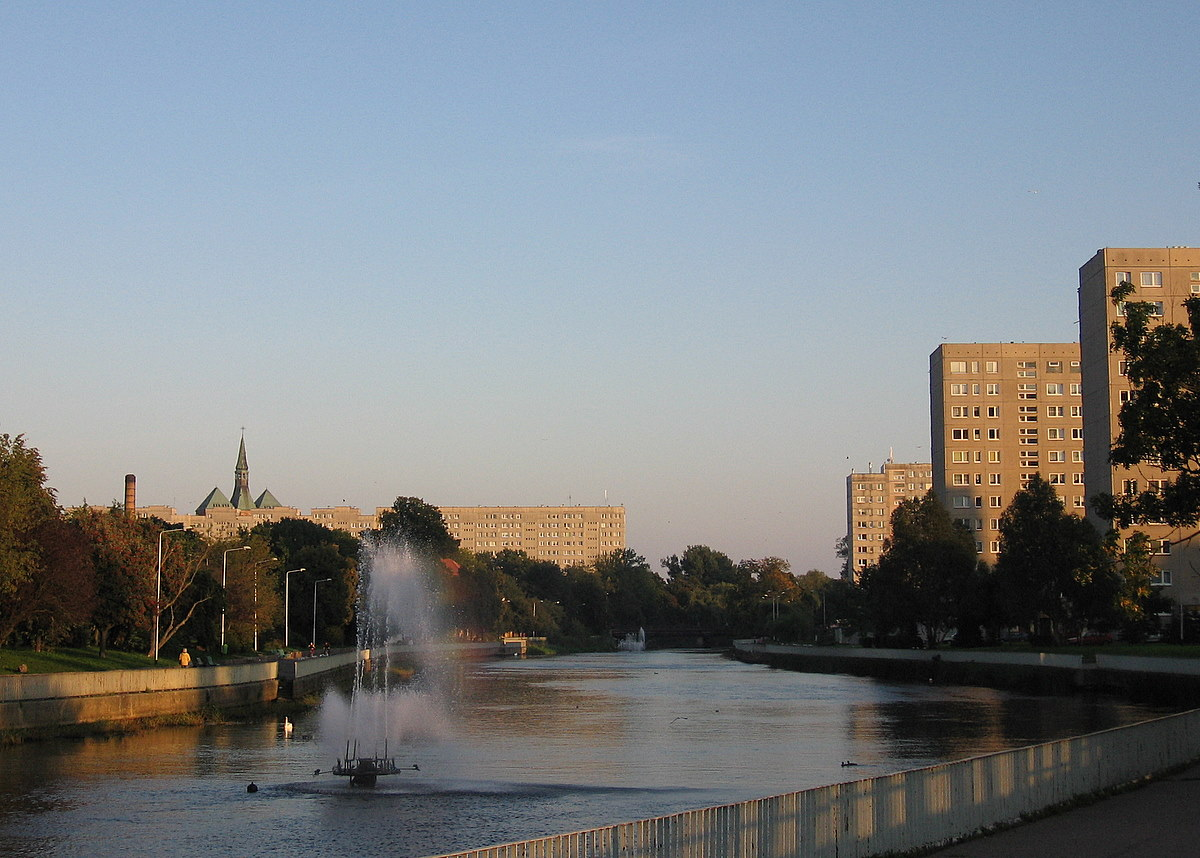
パルセンタ川